# Liste de gares en Slovaquie
Cet article présente la liste des gares en Slovaquie.

## Gares ferroviaires
- Gare centrale de Bratislava
- Gare de Čadca
- Gare de Košice
- Gare de Košice-Predmestie
- Gare de Poprad-Tatry
- Gare de Štúrovo

## Gares routières
- Gare routière de Košice